# Isabel Luberza Oppenheimer
Isabel Luberza Oppenheimer  (ngày 23 Tháng 7 năm 1901  - 04 tháng 1 năm 1974), tốt hơn được gọi là "Isabel la Negra", là một chủ nhà thổ người Puerto Rico và madam trong barrio Maragüez, Ponce, Puerto Rico. Tên của bà và nhà thổ của bà, Câu lạc bộ khiêu vũ của Elizabeth, đã trở thành một phần của văn hóa dân gian Puerto Rico cả trong cuộc đời và sau đó.

## Kinh doanh và sự nghiệp
Từ cuối những năm 1930 đến giữa những năm 1960, bà sở hữu và điều hành bordellocủa mình tại thành phố Ponce. Vào thời điểm đó, mại dâm được dung túng ở Puerto Rico. Bordello của bà đã bị cáo buộc các chính trị gia, doanh nhân và giáo sĩ đã đến chơi, mặc dù điều này vẫn chưa được xác nhận.
Được mệnh danh là công chúng Isabel la Negra, bà tuyên bố mình là "Madame" của nhà thổ. Isabel có hai nhà thổ: một ở Barrio San Anton và một ở Barrio Maraguez. Một số nguồn tin cho rằng, trong khi các doanh nghiệp nhà thổ của bà khiến bà khá giàu có, Giáo hội Công giáo  không chấp nhận quyên góp của bà vì quá khứ và bản chất nghề nghiệp của bà; nhưng những người khác nói rằng bà ấy đã có nhiều đóng góp được đón nhận và có ý nghĩa cho Giáo hội Công giáo ở Ponce.

## Qua đời
Isabel la Negra bị bắn chết vào ngày 4 tháng 1 năm 1974, là một người ngoài cuộc vô tội về một vụ giết người liên quan đến ma túy xảy ra gần một trong những cơ sở của bà. Bà đã 72 tuổi. Bà được chôn cất tại Concreteerio Civil de Ponce. Giáo hội Công giáo, nơi mà bà được cho là đã hỗ trợ trong nhiều năm, đã từ chối chấp nhận thi thể của bà vào Nhà thờ Ponce như một phần của nghi lễ chôn cất bà. Mặc dù, và một số người nói như là hậu quả của việc này, hơn 13.000 người đã tham dự đám tang của bà ấy.